# اتحادیه ماگورا
اتحادیه ماگورا (به لاتین: Magura Union) یک منطقهٔ مسکونی در بنگلادش است که در Tala Upazila واقع شده‌است.